# 火星巨石

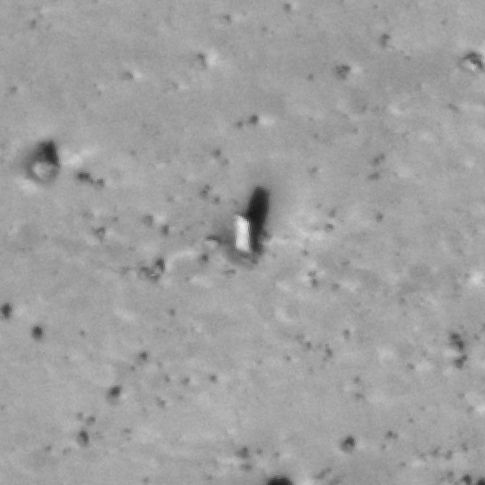
从轨道上看火星的巨石

火星巨石（Mars monolith）是在火星表面发现的一块矩形物体（可能是一块巨石） ，它位于一处悬崖底部附近，很可能是从悬崖上掉下来的。火星侦察轨道器在大约180英里（300公里）高的轨道上拍摄了它的照片，拍摄该巨石的高分辨率成像科学设备相机分辨率约为每像素1英尺或30厘米。
大约在同一时间，火卫一独石成为了一时的国际新闻。

## 另请查看
- 火星岩石列表
- 火星矿物
- 火卫一独石，火星卫星上的巨石。